# Cuddalore
Cuddalore (en tamil: கடலூர் ) es una localidad de la India capital del distrito de Cuddalore, estado de Tamil Nadu.

## Geografía
Se encuentra a una altitud de 6 m.s.m. a 171 km de Chennai, en la zona horaria UTC +5:30.

## Demografía
Según estimación 2010 contaba con una población de 162 840 habitantes.